# Corynostylis pubescens
Corynostylis pubescens là một loài thực vật có hoa trong họ Hoa tím. Loài này được S.Moore mô tả khoa học đầu tiên năm 1895.